# Монгольско-южнокорейские отношения
Монгольско-южнокорейские отношения (монг. Монгол, Өмнөд Солонгосын харилцаа, кор. 대한민국-몽골 관계) — двусторонние дипломатические отношения между Южной Кореей и Монголией, установленные 26 марта 1990 года. Обе страны имеют посольство в столицах.
Монголы в Южной Корее составляют наибольшее население граждан Монголии за рубежом. Их число оценивается в 20 000, в Монголии проживает около 3500 южнокорейцев. В соответствии с двусторонним соглашением, подписанным в 2006 году, граждане двух стран, проживающие в другой стране, освобождаются от обязательных взносов в национальные пенсионные фонды страны, в которой они проживают.